# Výcvikový prostor Waffen-SS na Benešovsku

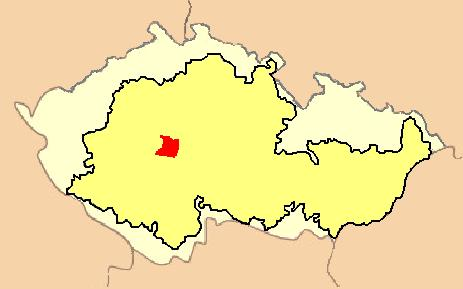
Výcvikový prostor jednotek SS ve středních Čechách 1942–45.
Výcvikový prostor
Protektorát Čechy a Morava

Výcvikový prostor Waffen-SS Čechy (německy SS-Truppenübungsplatz Beneschau, od 1. září 1943 „SS-Truppenübungsplatz Böhmen), byl zřízen v březnu 1942 v prostoru zhruba vymezeném Vltavou, Sázavou, železniční tratí Praha-Tábor (úsek Čerčany-Olbramovice), železniční tratí Olbramovice–Sedlčany a dále dnešní silnicí I/18 ze Sedlčan směrem na Příbram až k řece Vltavě. Velitelství sídlilo nejprve v Benešově, od podzimu 1943 na zámku Konopiště. Funkce velitele připravovaného výcvikového prostoru byla zřízena 1. listopadu 1941. V pěti fázích došlo k vystěhování většiny původních obyvatel (cca 30 000 osob) z asi 65 obcí, menší část obyvatelstva (asi 40 %) byla zaměstnána na tzv. SS-Hofech, zajišťujících zásobování cvičiště zemědělskou produkcí. V prostoru platily německé říšské zákony. Postupně zde byly zřízeny dělostřelecká škola, škola tankových granátníků, ženijní škola, škola stíhačů tanků a škola útočných děl. V Hradištku byl v roce 1942 zřízen pracovné-výchovný tábor, který byl v roce 1943 přeměněn na koncentrační tábor Hradištko, pobočku koncentračního tábora ve Flossenbürgu. Cvičiště nebyla v plném rozsahu do konce války dokončena.
Obdobný výcvikový prostor SS s názvem Heidelager (SS-Truppenübungsplatz Heidelager) byl také v Polsku u města Dębica.

## Historie vzniku

### Vyklizené obce a sídla
Vysidlování některých oblastí bylo součástí německé germanizační politiky, jejímž cílem bylo propojit území osídlená Němci a izolovat české osídlení do menších celků.
Vyklízení probíhalo v pěti etapách: zóna I a Ib do 15. října 1942, zóna II do 1. dubna 1943, zóna IIb do 15. května 1943, zóna III do 31. prosince 1943, zóna IV do 31. října 1943, zóna V do 1. dubna 1944. Do 15. dubna 1944 bylo vyklizeno 65 obcí, 144 osad, 5682 domů. Vysídlení se týkalo 8619 rodin a 30 986 osob. Protože předchozí několikaleté přípravy probíhaly v utajení, obyvatelstvo se o svém vysídlení dozvědělo až těsně před akcí. Z některých obcí byla vysídlena výrazná většina obyvatelstva (převážně ve střední a severozápadní části), z mnoha jen zhruba polovina nebo i méně než čtvrtina (zejména v jihozápadní části). Vystěhovalci v I. etapě si mohli vzít s sebou živý i neživý inventář, v dalších etapách byli obyvatelé nuceni všechen majetek ponechat na místě.

### Hospodaření v prostoru
K zabezpečení výživy vojenských jednotek, důstojníků SS a jejich rodin i zbylých původních obyvatel byly zřízeny tzv. SS-Hofy, zemědělské hospodářské jednotky vzniklé z dřívějších velkostatků či spojením skupin stávajících usedlostí. Pracovalo se zde denně včetně sobot a nedělí, zaměstnanci dostávali nepříliš velkou mzdu a deputát.
SS-Hofy nebo přidružené statky vznikly v obcích: Bezejovice, Blažim, Bukovany, Dublovice, Hostěradice, Hvozdec, Chlístov, Chvojen, Chýnov u Radíče, Jablonná, Jírovice, Křepenice, Líchovy, Luhy, Maskovice, Měřín, Minartice, Mrvice, Nahoruby, Nalžovice, Pecerady, Petrovice, Podělusy, Podolí, Poličany, Pomněnice, Poříčí nad Sázavou, Třebešice, Příčovy, Rabyně, Radič, Radošovice, Suchdol, Štětkovice, Teletín, Tisem, Tvoršovice, Vatěkov, Vidlákova Lhota, Zahradnice, Zberaz, Zbořený Kostelec, Žabovřesky.
Dále na území vznikly rybníkářské, lesnické a zahradnické jednotky (SS-Teichwirtschaft, SS-Forste a SS-Gartenbau).
Německá strana předpokládala, že majetky z tohoto území budou po válce přiděleny zasloužilým německým důstojníkům.

### Pracovní a zajatecké tábory
Kromě místních obyvatel byli k práci později používáni i vězni. Na území bylo zřízeno několik táborů: pracovní výchovné tábory pro lidi vyhýbající se práci, sonderlagery pro lidi ze smíšených rodin (manžely židovek a potomky smíšených párů), kárný tábor pro provinilé příslušníky SS, pro politické vězně atd.
Po skončení druhé světové války v červnu 1945 bylo v táboře v Lešanech drženo 15 000 německých zajatců, příslušníků Wehrmachtu nebo Waffen-SS. Na podzim 1945 zde byl internační tábor pro vysidlované německé obyvatelstvo.

### Opevnění cvičiště
Na jaře 1944 započalo velení s opevňováním cvičiště pomocí zátaras, minových polí, podminováním některých objektů atd. Tyto práce vyvrcholily na jaře 1945 s blížícím se koncem války.

### Ukryté materiály
V prostoru obce Hradištko bylo koncem dubna 1945 zakopáno množství beden nacistických materiálů evakuovaných z Berlína: tzv. Štěchovický archiv vykopala americká armáda bez vědomí československých úřadů o rok později. Předpokládá se, že někde v oblasti Hradištka je ukryto i množství dalšího materiálu, tzv. Štěchovický poklad.

## Návrat obyvatelstva
Již začátkem května 1945 německá vojska cvičiště opustila a obyvatelstvo se začalo spontánně vracet do svých domovů. Mnohé domy však byly zničené nebo zpustlé, a někteří obyvatelé proto zůstali ve svém dočasném bydlišti nebo obsadili některou usedlost po vysídlených Němcích v pohraničí. Byl vytvořen Národní výbor vyvlastněných obcí povltavských a posázavských, jeho nepříliš úspěšná činnost však byla ukončena 7. prosince 1945. Vyhláškou Ministerstva ochrany práce a sociální péče byla 18. června 1945 vydána vyhláška o zřízení zvláštních repatriačních úřadoven, kde se měli přesídlenci hlásit. Po ministerské poradě byl zřízen Koordinační výbor pro obnovu území bývalého cvičiště SS Benešov.

## Velitelé cvičiště
- SS-Oberführer Julian Scherner (20. leden, 1941 – 4. září, 1941)
- SS-Oberführer Bernhard Voss (1. listopad, 1941 – 16. červen, 1942)
- SS-Oberführer Alfred Karrasch (20. červen, 1942 – 20. červenec, 1942)
- SS-Oberführer Johann von Feil (20. červenec, 1942 – 1. říjen, 1942)
- SS-Brigadeführer Alfred Karrasch (7. říjen, 1942 – 8. květen, 1945)

## Organizační struktura cvičiště
- SS-Kavallerie Ausbildungs und Ersatz Regiment (Jezdecký výcvikový a záložní pluk SS)
- SS-Pionierschule Hradischko (Ženijní škola SS Hradištko)
- SS-Bewahrungsabteilung Dublowitz (Zkušební oddíl SS Dublovice)
- SS-Panzerjäger (Sturmgeschütz) Ausbildungs und Ersatz Abteilung (Výcvikový a záložní oddíl pancéřových stíhačů SS)
- SS-Bewahrungsabteilung Chlum (Zkušební oddíl SS Chlum)
- SS-Panzerjäger Ausbildungs Abteilung 4 (4. oddíl pancéřových stíhačů SS)
- SS-Wachkompanie 10 (10. strážní rota SS)
- SS-Freiwilligen Kavallerie Division (Dobrovolnická jízdní divize SS)
- SS-Ersatzbatterie des Feldzeugdienstes bei der SS Artillerie Schule II (Záložní baterie SS od II. dělostřelecké školy SS)
- SS-Artillerie Schulle II (II. dělostřelecká škola SS)
- Kommandantur des Übungsplatzes Beneschau (Velitelství výcvikového prostoru Benešov)
- SS-Lehrküche Beneschau (Cvičná kuchyň SS Benešov)
- SS-Panzergrenadier Schule Prosetschnitz (škola tankových granátníků SS Prosečnice)